# Hermann Osthoff
Hermann Osthoff (Billmerich, 1847. április 18. – Heidelberg, 1909. május 7.) német nyelvész, az MTA tiszteleti tagja (1901).

## Életpályája
Főiskolai tanulmányait (összehasonlító nyelvészet és filológia) Bonnban, Tübingenben és Berlinben végezte. 1871-ben Kasselben lett középiskolai tanár. 1874-ben Lipcsébe költözött át és ott magántanári képesítést szerzett. 1877-ben Heidelbergbe hívták meg az összehasonlító nyelvészet és szanszkrit nyelv rendkívüli tanárának, majd e tudománynak még ugyanazon évben rendes tanára lett. 1901-ben az MTA tiszteleti tagjává választották.

## Művei
- Forschungen im Gebiete der Indogermanischen nominalen Stammbildung (2 köt., Jéna, 1875-76);
- Das Verbum in der Nominalcomposition im Deutschen, , Slavischen und Römischen (ugyanott, 1878);
- Geschichte des Perfekts im Indogermanischen mit besonderer Besichtigung des Griechischen und Lateinischen (1884)
- Die neueste Sprachforschung und die Erklärung des indogermanischen Ablautes (ugyanott, 1886).
- Ezenkívül Karl Brugmann társaságában a Morphologische Untersuchungen auf dem Gebiete der indogermanischen Sprachen 5 kötetes ciklust (Lipcse, 1878-90).